# Watramama, de vorstin van rivieren

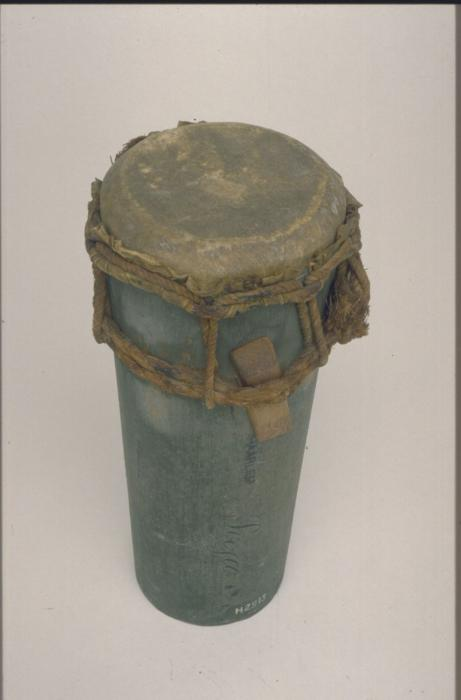
Gaspar van Breugel maakte in 1824 op zijn plantage Clifford Kocqshoven een feest van de slaven mee, waarbij in eerste instantie eer werd bewezen aan Watramama -de geest van het waterpantheon- en dat overging in een winti-ritueel. Er werd gedurende drie dagen en nachten muziek gemaakt en gedanst. Wereldmuseum Amsterdam

Watramama, de vorstin van rivieren is een volksverhaal uit Suriname.

## Het verhaal
Als de maan schijnt, glijdt Watramama uit het water. Ze heeft lang zwart haar en de bamboestaken en mangrovewortels zien haar. Watramama is koningin waternimf, de mensen noemen haar meermin en de planten mogen haar 'Watermama' noemen. Watramama kamt haar haren met een gouden kam en de bamboe legt het volgende verhaal uit aan de jonge mangrove.
In de slaventijd werd een albino-jongen Skroero-ki genoemd, hij weet dat Watramama erg rijk is door het verzamelen van schatten van gezonken schepen. Vader Water probeert je altijd naar de oppervlakte te duwen, het is niet gemakkelijk om bij Watramama's paleis te komen. Skroero-ki is bevriend met Anansi en deze stopt stenen in de zakken van zijn oude jas. Zo komt hij bij het paleis en er is die dag een groot feest. Anansi wil mee-eten, maar Watramama wil dat hij eerst zijn jas uittrekt en Anansi is weer boven water.
Skroero-ki doet een smoking aan en stopt stenen in zijn zakken. Ook hij komt bij Watramama en eet elke avond bij haar. Hij krijgt elke dag een cadeautje mee en dit zijn de schatten uit de gezonken schepen. Skroero-ki mag niemand vertellen over de schatten, Vader Water zal dan woest worden en alle schepen omslaan. De vrouw van Skroero-ki vraagt elke dag waar hij het geld vandaan haalt en op een dag vertelt hij het verhaal. Als hij gaat vissen, slaat zijn boot om en hij is nooit weer boven gekomen.
De bamboe roept dat ze er aan komt en Watramama springt in het water. De vrouw van Skroero-ki is bij de rivier en ze wil de gouden kam van Watramama afpakken. De vrouw wil rijk worden, Watramama mag haar man houden. In de vooravond lopen vele mensen langs de waterkant, ze loeren allemaal op de kam. Niemand verstaat nog de kunst om onder water te eten.

## Achtergronden
- Het verhaal is verteld als een anansi-tori.
- Anansi is ook al eens onder water uitgenodigd door Schildpad en met zijn jas met stenen in dezelfde problemen geraakt. In dat verhaal zegt Schildpad expres dat Anansi zijn jas moet uittrekken, omdat hij niet wil dat hij blijft eten. Dit als wraak voor de keer dat Schildpad alleen mocht eten als hij zijn handen waste, maar elke keer als hij van de rivier naar Anansi loopt zijn zijn voeten weer vuil geworden. In een andere versie is Ma Todo / Moeder Kikvors de gastvrouw.
- De Watramama is sterk en heeft lange nagels, ze heeft lang haar en is half als een vrouw gebouwd. Ze heeft de staart van een vis.
- Als Watramama je grijpt, kun je niet meer loskomen. Ze wurgt je tot je dood bent. Als je gezonken bent en je durft te schreeuwen, dan komt Watramama je gezicht afvreten. Als je rustig bent, dan komt ze niet (ze weet dat je niet bang voor haar bent). Soms pakt Watramama je als je zwemt, ze kan je niet pakken als je een lemmetje (kleine citroen) bij je hebt. Als je meegenomen wordt, vraagt Watramama waar je van houdt. Als het antwoord een lemmetje is, zal ze je weer loslaten. Als het antwoord bakove (bakbanaan) is, dan maakt ze je tot haar kind.
- Als je Watramama op een rots ziet, moet je schreeuwen wat ze daar doet. Watramama zal dan in de zee springen en haar kam achterlaten. Met die kam kun je rijk worden, want Watramama biedt veel geld om haar kam terug te krijgen.
- De Aukaners en de Saramaccaners zijn de twee meest bekende marrongroepen in Suriname. Andere stammen zijn de Paramaccaners, de Matawai, de Kwinti en de Aluku (Boni).
- Ook de Indianen geloven dat er onder water geesten leven, onder wie een vrouwelijk watermens[1].
- Er bestaan opvallende overeenkomsten met volksverhalen uit andere culturen zoals bijvoorbeeld de Yemayá, Ratu Kidul, De waternimf in de vijver en De waternimf.
- Ook de Banshee, Sirenes en Morgens staan bekend om het kammen van de haren.